# Neocallimastix
Neocallimastix  Vavra & Joyon ex I.B. Heath – rodzaj grzybów należący do typu skoczkowców.

## Systematyka
Pozycja w klasyfikacje według Index FungorumNeocallimastigaceae, Neocallimastigales, Incertae sedis, Neocallimastigomycetes, Incertae sedis, Chytridiomycota, Fungi.
Gatunki
- Neocallimastix californiae O'Malley, Theodorou & K.V. Solomon 2016
- Neocallimastix cameroonii G.W. Griff., Dollhofer & T.M. Callaghan 2015
- Neocallimastix frontalis (R.A. Braune) Vavra & Joyon ex I.B. Heath
- Neocallimastix joyonii Breton, Bernalier, Bonnemoy, Fonty, B. Gaillard & Gouet
- Neocallimastix patriciarum Orpin & E.A. Munn
- Neocallimastix variabilis Y.W. Ho & D.J.S. Barr

Wykaz gatunków (i nazwy naukowe na podstawie Index Fungorum. Nazwy polskie na podstawie rekomendacji Komisji ds. Polskiego Nazewnictwa Grzybów przy Polskim Towarzystwie Mykologicznym..